# Lanusei
Lanusei (en sardo: Lanusèi ) es un municipio de Italia de 5.699 habitantes en la provincia de Nuoro, región de Cerdeña. Hasta 2016, junto con Tortolì, fue la capital de la provincia de Ogliastra. Es sede de la Diócesis de Lanusei así como de Tribunal, de la Empresa Sanitario Local y relativo hospital.
La importancia histórica de la presencia del clero en la ciudad es debida en primer lugar a la presencia de los Salesianos que edificaron el primero su casa de Cerdeña el 14 de junio de 1902.  La Diócesis de Lanusei, también comprende comunes no entrantes en la Provincia del Ogliastra como Villaputzu en provincia de Cáller. En Lanusei es presente uno de los observatorios astronómicos públicos más grandes de Italia el observatorio Astronómico F. Caliumi, sitio sobre el monte Armidda a unos 1100 m s. l. m. .

## Evolución demográfica
| Gráfica de evolución demográfica de Lanusei entre 1861 y 2009 |
|                                                               |
| Fuente ISTAT - Elaboración gráfica de Wikipedia               |

## Galería fotográfica

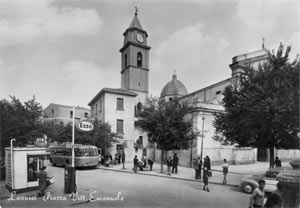
Catedral de Santa Maria Maddalena.
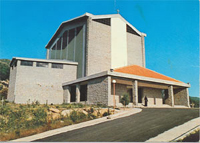
Santuario franciscano, Madonna d'Ogliastra.
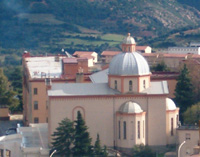
Templo de Don Bosco.